# David Sullivan
David Sullivan (Cardiff, 5 febbraio 1949) è un imprenditore e dirigente sportivo britannico. Attivo in passato nell'àmbito della pornografia, ricopre il ruolo di presidente comproprietario del West Ham United in concomitanza di David Gold.

## Biografia
Laureato in Economia alla Queen Mary di Londra, dal 1986 al 2007 è stato proprietario del Daily Sport e del Sunday Sport, due tabloid britannici.  Nell'agosto 2007 li ha venduti per la cifra di 40 milioni di sterline. Nel 2004 è stato dichiarato dal Sunday Times il 68º uomo più ricco del Regno Unito, con un patrimonio stimato di oltre 500 milioni di sterline. Sullivan ha iniziato la sua carriera presso le stazioni di benzina Gerald Ronson, con una retribuzione di 30 sterline a settimana. Entrò nel mercato pornografico all'età di 21 anni producendo settimanalmente immagini pornografiche, vendendole via posta, con un guadagno di 700/800 sterline a settimana. Verso la metà degli anni settanta Sullivan possedeva il controllo di metà del mercato di riviste per adulti. Nei tardi anni settanta ha prodotto alcuni film erotici a basso costo tra cui Come Play With Me (1977), The Playbirds (1978), Confessions from the David Galaxy Affair (1979) e Queen of the Blues (1979). Tutti questi film avevano come protagonista Mary Millington, all'epoca compagna di Sullivan. Dopo il suicidio della Millington, avvenuto nell'agosto 1979, Sullivan produsse Mary Millington's True Blue Confessions (1980) e Emmanuelle in Soho (1981). Sullivan ha investito nelle corse di cavalli. Il cavallo di sua proprietà, David Junior, è allenato dall'irlandese Brian Meehan ed ha partecipato a varie gare in giro per il mondo tra il 2005 e il 2006. Nonostante il suo tifo per il Cardiff City, nel 1993 acquistò il Birmingham City in concomitanza di David Gold e Ralph Gold. Tuttavia, nel 2007, Sullivan ha espresso la volontà di cedere la sua quota del club; con le seguenti motivazioni: 
Nel mese di aprile 2008, Sullivan è stato scarcerato su cauzione dopo esser stato arrestato dalla polizia londinese ed interrogato poiché sospettato dei reati di cospirazione e falso in bilancio (frode). Ciò avvenne nell'àmbito delle accuse di corruzione nel calcio inglese del 2006. Nell'agosto 2009 è stato confermato che non sarà applicata alcuna pena nei confronti di Sullivan.
Nel gennaio 2010 ha acquistato il 50% del pacchetto azionario del West Ham United, club calcistico inglese che milita in FA Premier League. Assume la carica di copresidente degli Hammers, con David Gold.

## Vita privata
David Sullivan vive a Birch Hall, vicino a Chipping Ongar, nell'Essex. Ha una compagna di nome Emma Benton-Hughes, sorella del musicista Jonny Trunk, con cui ha avuto due figli: David e Jack.